# Niccolò Giannetti
Niccolò Giannetti (Siena, Italia, 12 de mayo de 1991) es un futbolista italiano que juega en el Carrarese Calcio 1908 de la Serie C de Italia.

## Carrera
Giannetti firmó un contrato de préstamo para la Juventus desde el Siena para la temporada 2010-11. Debutó con la Juventus en la temporada 2010-11 de la Liga Europa de la UEFA, en un partido contra el equipo austriaco Red Bull Salzburgo el 4 de noviembre de 2010. Giannetti hizo su primer gol por la Juventus el 16 de diciembre de 2010 en un partido de la Liga Europa de la UEFA frente al Manchester City. Hizo su debut en la Serie A un mes después el 16 de enero de 2011 en un partido contra el Bari.
El 9 de febrero de 2011 hizo su debut con la selección italiana sub-21 en un partido contra la selección sub-21 de Inglaterra jugado en la ciudad de Empoli.

## Trayectoria
| Club                          | País   | Año       |
| ----------------------------- | ------ | --------- |
| A. C. Siena                   | Italia | 2009-2014 |
| Juventus F. C. (cedido)       | Italia | 2010-2011 |
| A. S. Gubbio 1910 (cedido)    | Italia | 2011      |
| F. C. Südtirol (cedido)       | Italia | 2012      |
| A. S. Cittadella (cedido)     | Italia | 2012-2013 |
| Spezia Calcio                 | Italia | 2014-2015 |
| Cagliari Calcio               | Italia | 2015-2019 |
| Spezia Calcio (cedido)        | Italia | 2017      |
| A. S. Livorno Calico (cedido) | Italia | 2018-2019 |
| U. S. Salernitana 1919        | Italia | 2019-2021 |
| Delfino Pescara 1936 (cedido) | Italia | 2021      |
| Carrarese Calcio 1908         | Italia | 2021-     |